# Estação Louis Blanc
Louis Blanc é uma estação da Linha 7 e da Linha 7 bis do Metrô de Paris.

## História
A estação foi inaugurada em 23 de novembro de 1910, 18 dias após a abertura do primeiro troço da linha entre Opéra e Porte de la Villette em 5 de Novembro de 1910 Em 18 de janeiro de 1911 um novo ramal foi aberto a partir de Louis Blanc para Pré Saint-Gervais. Em 3 de dezembro de 1967 o ramal de Pré Saint-Gervais foi separado como Linha 7 bis, terminando nesta estação.
A estação leva o nome da rue Louis Blanc, que homenageia Louis Blanc (1811-1882), que publicou obras políticas, o que levou à fundação do Partido Socialista Francês. Ele era um membro do governo provisório de 1848. Ele se exilou em Londres, durante o Segundo Império, de 1848 a 1870, e foi eleito para a Assembleia Nacional Francesa em 1870.
Em 2011, 2 523 039 passageiros entraram nesta estação. Ela viu entrar 2 489 483 passageiros em 2013, o que a coloca na 221ª posição das estações de metrô por sua frequência em 302.

## Serviços aos passageiros

### Acessos
O único acesso à estação é na interseção da rue La Fayette e da rue du Faubourg-Saint-Martin. É encimada por uma edícula Guimard registrada sob monumentos históricos desde 29 de maio de 1978.

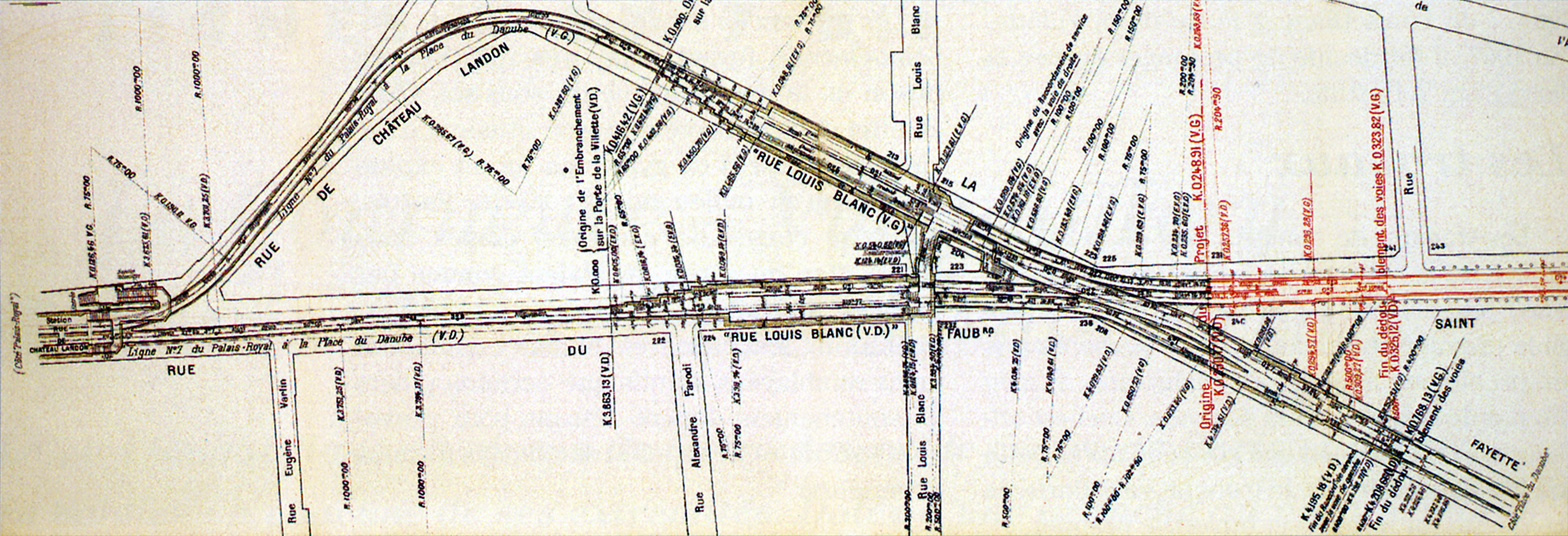
Plano da estação Louis Blanc c.1905.

### Plataformas
A estação é a única que tem duas plataformas centrais e duas plataformas laterais, uma configuração raramente encontrado em outras partes do Metrô.
- Nota: As plataformas norte e sul são executadas sob diferentes vias que se cruzam no extremo norte da estação.

### Intermodalidade

Galeria de fotografias
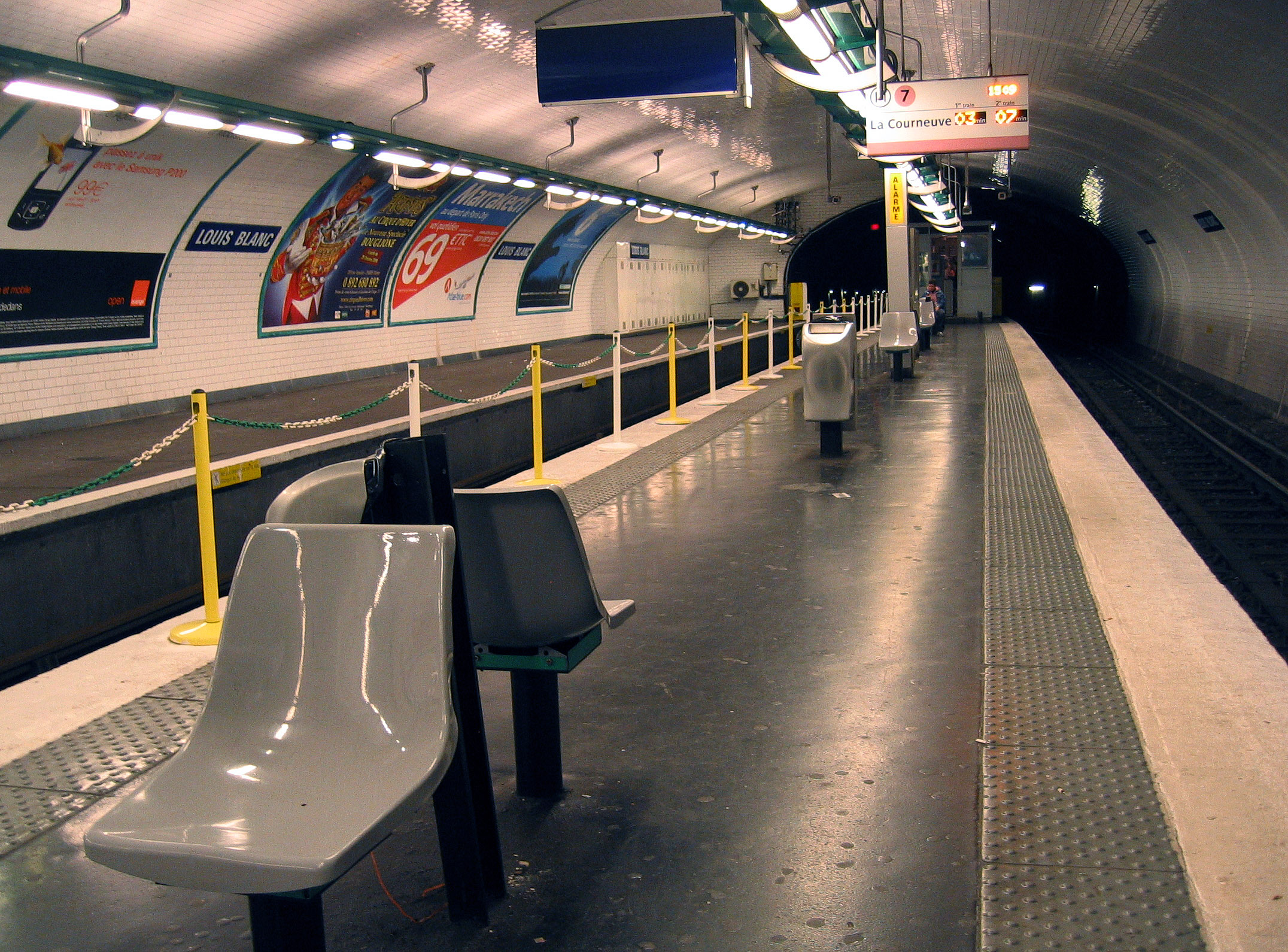
Linha 7 plataforma para La Courneuve (direita). A plataforma oposto não está em uso.
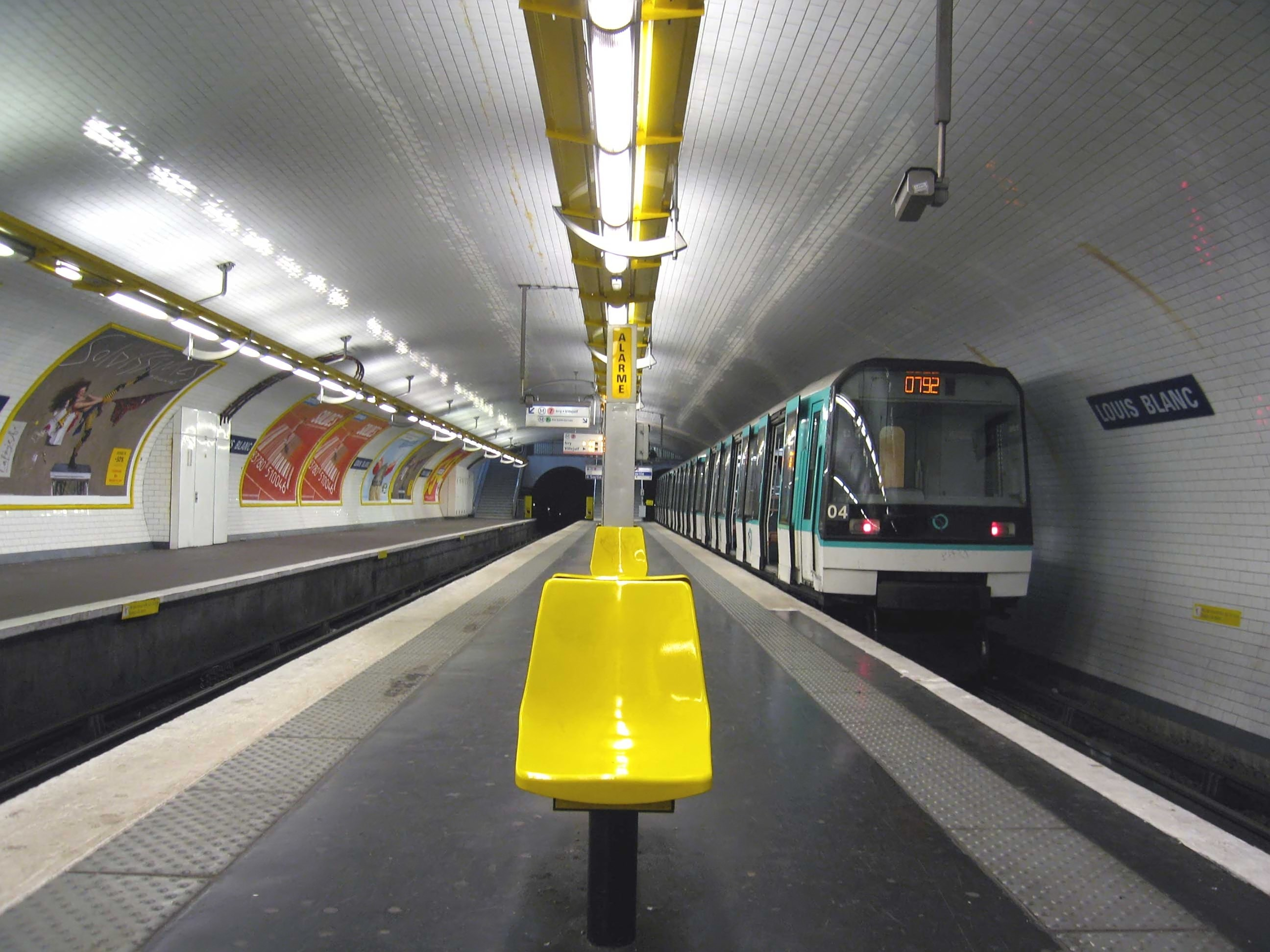
Linha 7 plataforma para Ivry ou Villejuif (esquerda) e Linha 7 bis plataforma (à direita).
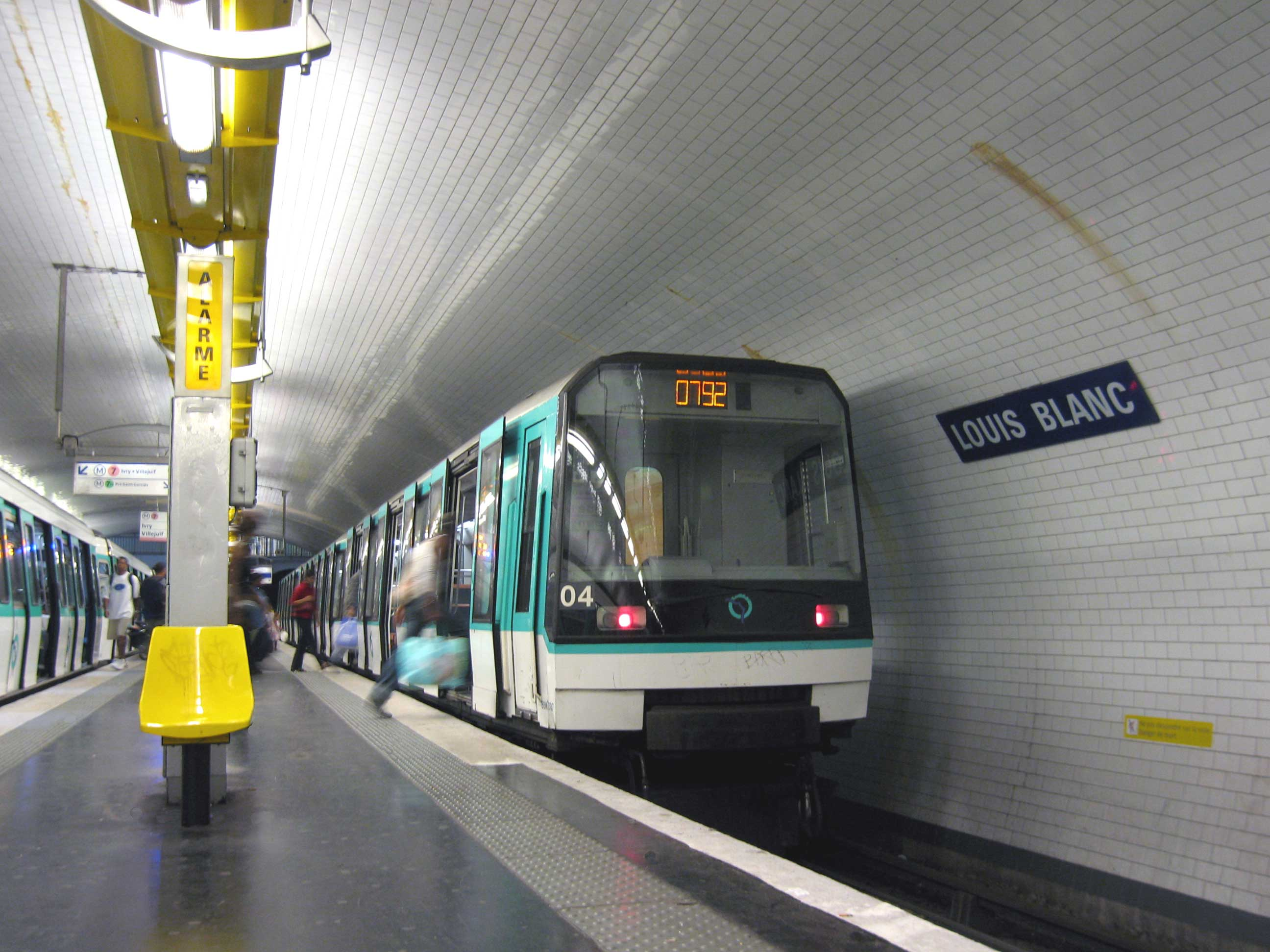
MF 88 material circulante na Linha 7 bis a direita de um trem MF 77 na Linha 7.
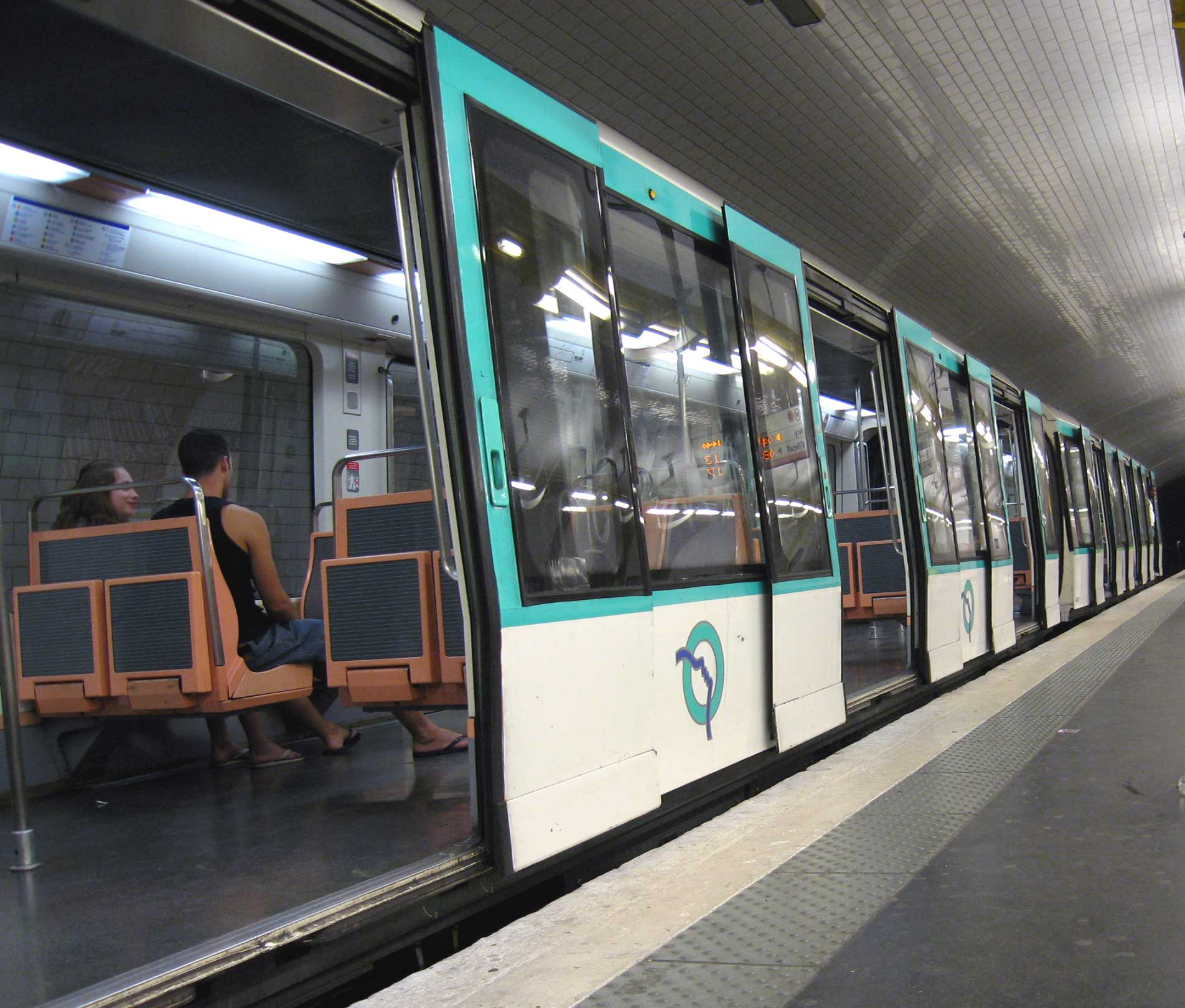
MF 88 material circulante na Linha 7 bis em Louis Blanc.